# Tetrodotoxin
Tetrodotoxin (zkratka TTX) je smrticí jed čtverzubců rodu Takifugu. Kumuluje se zejména v gonádách, játrech, mozku a v jikrách těchto ryb. Je 100krát silnější než kyanid draselný.[zdroj⁠?!] Mechanismus jeho působení spočívá v blokování Na+ kanálů. Podobně působí i jed saxitoxin. Předpokládá se, že guanidinová skupina v jejich molekulách má vysokou afinitu k ústí těchto kanálů.[zdroj⁠?!]

## Charakteristika
Tetrodotoxin je termostabilní neurotoxin nebílkovinné povahy. Látka je prudce jedovatá, bílá, krystalická a rozpustná ve vodě. Produkují ho některé obrněnky, které jsou součástí všech povrchových vod, sladkých i slaných, a tvoří značnou část fytoplanktonu. Mořské organismy živící se tímto planktonem jsou k působení jedů odolné, ale stávají se nebezpečím pro další živočichy, pro které jsou potravou. Pro člověka jsou tyto jedy příčinou alimentárních otrav (otrav z potravy). 
Hlavní zdrojem této otravy jsou ryby čeledi Tetraodontidae (čtverzubcovití), nejčastěji je konzumován druh Fugu rubripes. Většinu ostatních druhů zvířat, o nichž je známo, že obsahují TTX, obvykle lidé nekonzumují. Do organismu se jed může dostat pozřením, vdechnutím i vstřebáním přes neporušenou pokožku. 

## Historie
TTX byl poprvé objeven roku 1909 Dr. Yoshizumi Taharou z vaječníků zástupce čeledi ryb čtverzubcovití, i když toxické účinky zástupců čtverzubcovitých jsou známe již z dřívější doby. 

## Struktura
Strukturně se TTX sestává z guanidinu spojeného s uhlíkovým skeletem, který má 2,4-dioxaadamantan obsahující pět hydroxylových skupin.
TTX koexistuje se svými přirozeně se vyskytujícími analogy. Do dnešního dne bylo zaznamenáno 30 strukturních analogů TTX a stupeň toxicity se liší podle struktury. 

## Mechanismus účinku
Mechanismus toxicity TTX byl zkoumán na zvířecích modelech. Tetrodotoxin vykazuje podobný účinek jako saxitoxin, tzn. blokuje rychlé Na+ kanály během depolarizace. Tím snižuje membránovou vzrušivost životně důležitých tkání, jako jsou srdce, kosterní svaly a centrální a periferní nervový systém, což vede k výskytu typických symptomů a dokonce ke smrti u nejzávažnějších případů. 
Smrtnost při otravách touto rybou dosahuje 60 %.
LD50 TTX je 8,7 mikrogramů na kilogram hmotnosti člověka. Smrtelná dávka je 2 mg.  LD50 po i. p. podání myši se pohybuje kolem 10 mikrogramů na kg.

## Příznaky otravy
Příznaky otravy lze zařadit do 4 různých stupňů dle její závažnosti.
První stupeň se projevuje neuromuskulárními příznaky, jako jsou necitlivost kolem úst, bolesti hlavy, zvýšené pocení a zúžení zornic. Dále se mohou projevit i mírné gastrointestinální příznaky, jako jsou zvýšené slinění, nevolnost, zvracení, zvracení krve, průjem a bolest břicha.
Druhý stupeň se projevuje necitlivostí, která se rozšiřuje na trup a končetiny. Objevuje se i motorické ochrnutí a zhoršená schopnost koordinace pohybů.
Třetí stupeň se projevuje neuromuskulárními příznaky, jako jsou poruchy řeči, poruchy polykání, neschopnost polykat, spavost, ataxie, plovoucí pocity, obrna kraniálních nervů a svalové záškuby. Dále se objevují kardiovaskulární a plicní příznaky, jako jsou hypotenze nebo hypertenze, srdeční arytmie, bledost a dušnost. Objevit se mohou i kožní příznaky, jako jsou exfoliativní dermatitida, tečkovité krvácení a puchýře.
Čtvrtý stupeň se projevuje zhoršeným stavem vědomí, ochrnutím dýchacích cest, závažnou hypotenzí a srdeční arytmií. 
Smrt nastává v důsledku paralýzy respiračních svalů.
První příznaky otravy se u intoxikované osoby začínají projevovat již po 20 minutách po požití toxinu. Mohou se objevit i až za 3 hodiny.
Oběť, ačkoli je zcela ochromená, může být zcela při vědomí až do doby krátce před její smrtí. Ke smrti obvykle dochází během 4 až 6 hodin, se známým rozmezím asi 20 minut až 8 hodin. 

## Léčba otravy
Proti toxinu neexistuje žádné specifické antidotum. Jedinou léčbou pro intoxikaci TTX je pozorování a vhodná podpůrná péče. V případě prvotní fáze otravy TTX je obětem podáváno aktivní uhlí, aby pomohlo adsorpci TTX a tím zabránit jeho vstřebávání žaludkem. Při otravě TTX se může provést výplach žaludku, aby se snížila její závažnost. Tento postup by měl být proveden do 60 minut po požití TTX. Také hemodialýza může být užitečná pro léčbu otravy. Dále je důležité napojit oběť na kyslíkové přístroje, dokud se toxin úplně nevyloučí.
Otrava TTX může být léčena intravenózním podáním Naloxonu, který má vysokou afinitu k μ-opioidním receptorům v centrálním nervovém systému a používá se k léčbě deprese centrálního nervového systému a dýchacího systému.
Protilátka proti TTX již byla úspěšně použita. Tato protilátka je schopna neutralizovat toxický účinek TTX jak in vitro, tak in vivo. Studie účinnost této protilátky in vivo však nebyly publikovány. Toto ovšem může do budoucnosti znamenat příchod nového typu léčby otravy TTX. 

## Výskyt

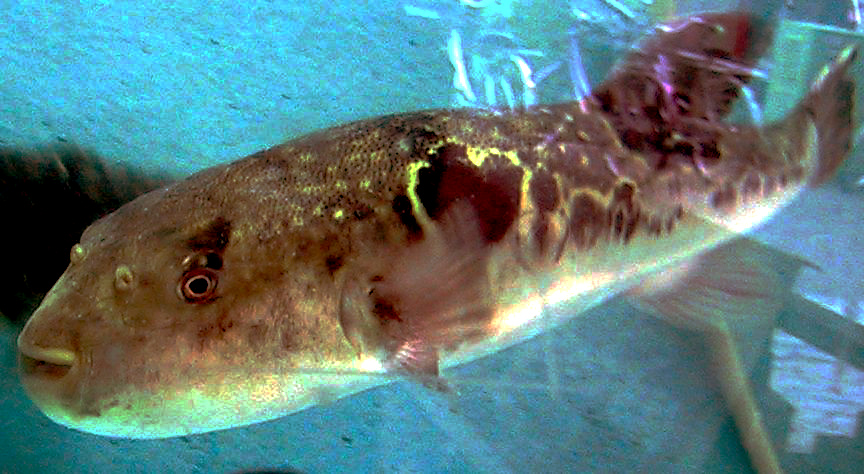
Čtverzubec rudoploutvý

TTX je znám z téměř 140 druhů zvířat, patřících k různým skupinám z proteostomia a deuterostomia. Proteostomia tvoří asi třetinu všech druhů obsahujících TTX. TTX se vyskytuje ve všech třech hlavních skupinách: lophotrochozoans, ecdysozoans a chaetognatha (ploutvenky). V lophotrochozoans se TTX vyskytuje hlavně u měkkýšů (plži, mlži, hlavonožci). Zástupci skupiny ecdysozoan patří do kmenu členovců (Arthropoda), z nichž většina jsou korýši (Crustacea). Kromě korýšů můžeme TTX najít také ve skupině klepítkatců (Chelicerata). TTX lze najít i u prvoústých.
Kromě základní formy (hvězdice; Asteroidea) byl TTX izolován přibližně z 80 druhů obratlovců. Přibližně polovina z nich jsou ryby a zbytek zastupují obojživelníci.
Existuje přibližně 120 známých druhů tzv. puffer fish, z nichž 24 obsahuje TTX, zejména z čeledi ryb čtverzubcovití (Tetraodontidae). Mezi obojživelníky (Amphibia) byl TTX zaznamenám u řádů žab (Anura) a u ocasatých (Caudata). U ocasatých byl TTX také nalezen v některých orgánech amerického mloka Taricha torosa.
Zvířata s TTX jsou převážně vodní a většina z nich jsou mořští živočichové, i když zde existují pozemští zástupci. Zvířata obsahující TTX mohou být pestrobarevná, což může představovat varovné barvy potenciálním dravcům. 
TTX se koncentruje v ovariích, méně v ledvinách, střevech, játrech a pokožce a proto jejich konzumace vede k rychlé a násilné smrti. 

## Využití v medicíně
Někteří výzkumníci se pokoušejí využít analgetické aktivity TTX k léčbě různých typů bolesti, jako je těžká rakovinová bolest. Další využití má TTX při léčbě drogově závislých, jeho nízká dávka pomáhá snižovat touhu po heroinu a související úzkost.
TTX lze použít při léčbě neurologických syndromů souvisejících s poruchami excitability neuronů, jako je epilepsie, migréna a neurodegenerativní onemocnění. 

## Zajímavosti
Tetrodotoxin je oblíbená rekvizita spisovatelů a scenáristů, byl použit např. v knize Krize (Crisis) Robina Cooka, filmu Ctihodný občan (USA 2009), The A-Team (USA 2010) a seriálech Columbo, CSI: New York nebo CSI: Miami.[zdroj⁠?!]
Maso této ryby je v Japonsku považováno za výjimečnou pochoutku. Přestože ji mohou připravovat pouze speciálně vyškolené osoby, dojde každoročně k několika desítkám otrav.